# Brachydeutera pleuralis
Brachydeutera pleuralis är en tvåvingeart som beskrevs av Malloch 1928. Brachydeutera pleuralis ingår i släktet Brachydeutera och familjen vattenflugor. Inga underarter finns listade i Catalogue of Life.